# Poličky
Poličky je část obce Doloplazy v okrese Prostějov. V roce 2009 zde bylo evidováno 50 adres. V roce 2001 zde trvale žilo 130 obyvatel.
Poličky je také název katastrálního území o rozloze 0,83 km2.

## Obyvatelstvo

### Struktura
Vývoj počtu obyvatel za celou obec i za jeho jednotlivé části uvádí tabulka níže, ve které se zobrazuje i příslušnost jednotlivých částí k obci či následné odtržení.
| Místní části   | Místní části | 1869 | 1880 | 1890 | 1900 | 1910 | 1921 | 1930 | 1950 | 1961 | 1970 | 1980 | 1991 | 2001 | 2011 |
| -------------- | ------------ | ---- | ---- | ---- | ---- | ---- | ---- | ---- | ---- | ---- | ---- | ---- | ---- | ---- | ---- |
| Počet obyvatel | část Poličky | 150  | 187  | 176  | 180  | 184  | 195  | 191  | 163  | 163  | 130  | 106  | 101  | 130  | 128  |
| Počet domů     | část Poličky | 29   | 32   | 36   | 38   | 41   | 41   | 46   | 50   | 0    | 47   | 42   | 48   | 49   | 48   |